# Фелц, Албин
Албин Фелц (словен. Albin Felc, сербохорв. Албин Фелц, родился 14 мая 1941 года в Есенице) — югославский словенский хоккеист и хоккейный тренер, игравший на позиции нападающего.

## Биография

### Клубная карьера
Албин Фелц начинал свою карьеру в клубе «Есенице», дебютировал в сезоне 1958/1959. За свою карьеру игрока он забросил 458 шайб в Югославской хоккейной лиге, что было рекордом до 1971 года, и выиграл 14 титулов чемпиона страны. По другим данным, он провёл рекордные 504 игры и набрал 728 очков (426 голов и 302 передачи). В 1971—1974 годах он играл за «Ольтен», позже там признан лучшим игроком за историю клуба. В сезоне 1982/1983 завершил карьеру игрока, будучи играющим тренером «Целе».
В 1969 году Албин Фелц стал одним из трёх югославских игроков, впервые выступивших в НХЛ: вместе с Виктором Тишларом он сыграл за «Сент-Луис Блюз» (третий, Тоне Гале, выступил за клуб «Чикаго Блэкхокс»).

### В сборной
За сборную Югославии Фелц выступал с 1961 по 1979 годы. Забросил 82 шайбы, отдал 91 голевую передачу, провёл 155 игр. Выступал на зимних Олимпийских играх 1964, 1968 и 1972 годов. В группе B чемпионата мира 1964 года, в утешительном турнире Олимпийских игр забросил рекордные 12 шайб — столько же было у лидирующего японца Масахиро Сато, но по очкам он оказался выше Албина (14 против 13). В 1968 году в группе B чемпионата мира в рамках утешительного турнира Олимпийских игр он стал лучшим бомбардиром с 6 шайбами и 5 голевыми передачами, попав в сборную звёзд.

## Награды
К 80-летию словенского хоккея в 2007 году Албин Фелц был торжественно включён в Словенский хоккейный зал славы. В 2012 году он также был включён в Зал славы словенских спортсменов.

## Личная жизнь
Дочь Сабина — баскетболистка сборной Словении.